# شینگاکو

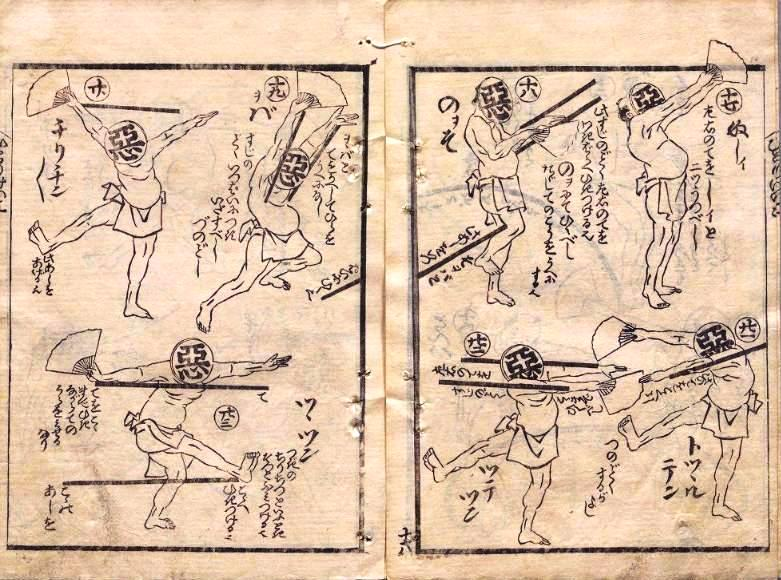
شینگاکو از رقص‌های خاصی برای نشان دادن جهان‌بینی خود استفاده می‌کرد.

جنبش شینگاکو (به ژاپنی: 心学 Shingaku) یا سیمون-شینگاکو (به ژاپنی: 石門心学 Sekimon-shingaku)، یک جنبش مذهبی ژاپنی است که توسط ایشیدا بایگان تأسیس شد و توسط تشیما توآن Teshima Toan توسعه یافت، که به ویژه در دوره ادو تأثیرگذار بود. شینگاکو به‌عنوان برخاسته از سنت نئوکنفوسیونیسم شناخته می‌شود که اصولی از ذن بودیسم و شینتو را ادغام می‌کند. حدس زده می‌شود که شیگاکو یکی از پایه‌های فرهنگی برای صنعتی شدن ژاپن بوده است.